# Troisième révolution industrielle
La troisième révolution industrielle (TRI) est une nouvelle révolution industrielle et économique qui se distinguerait des secteurs d'activité classiques de la production et aurait démarré à la fin du XXe siècle avec le développement des nouvelles technologies de l'information et de la communication (comme l'ordinateur Apple Macintosh II ou le projecteur Texas Instruments de cinéma numérique DLP Cinema). L'expression a été popularisée par Jeremy Rifkin. Selon certains, comme l'historien des révolutions industrielles François Caron, elle rend compte d'un fait historique en cours. Selon d'autres, comme le prospectiviste Jeremy Rifkin, elle désigne une vision et un projet à réaliser.

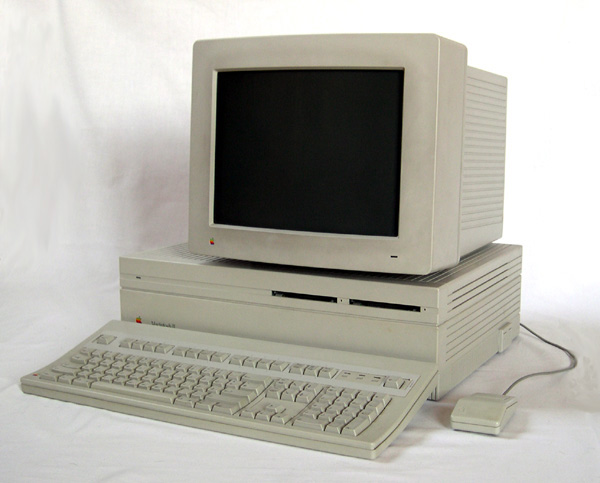
Un ordinateur Apple Macintosh II.

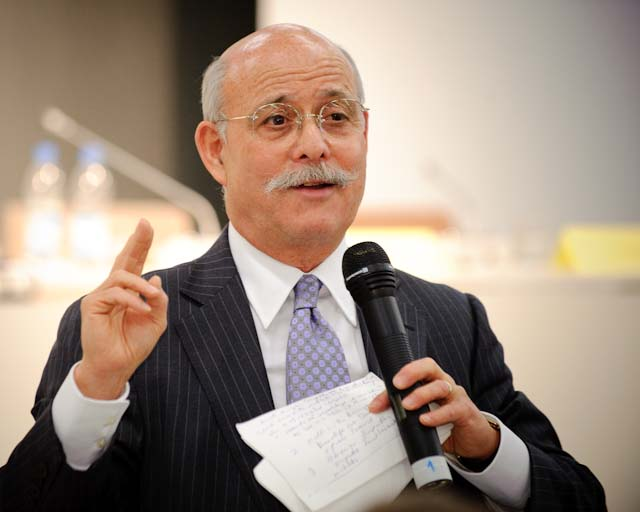
Jeremy Rifkin promeut la Troisième Révolution industrielle (TRI), comme seule solution mondiale possible à la crise énergétique et économique.

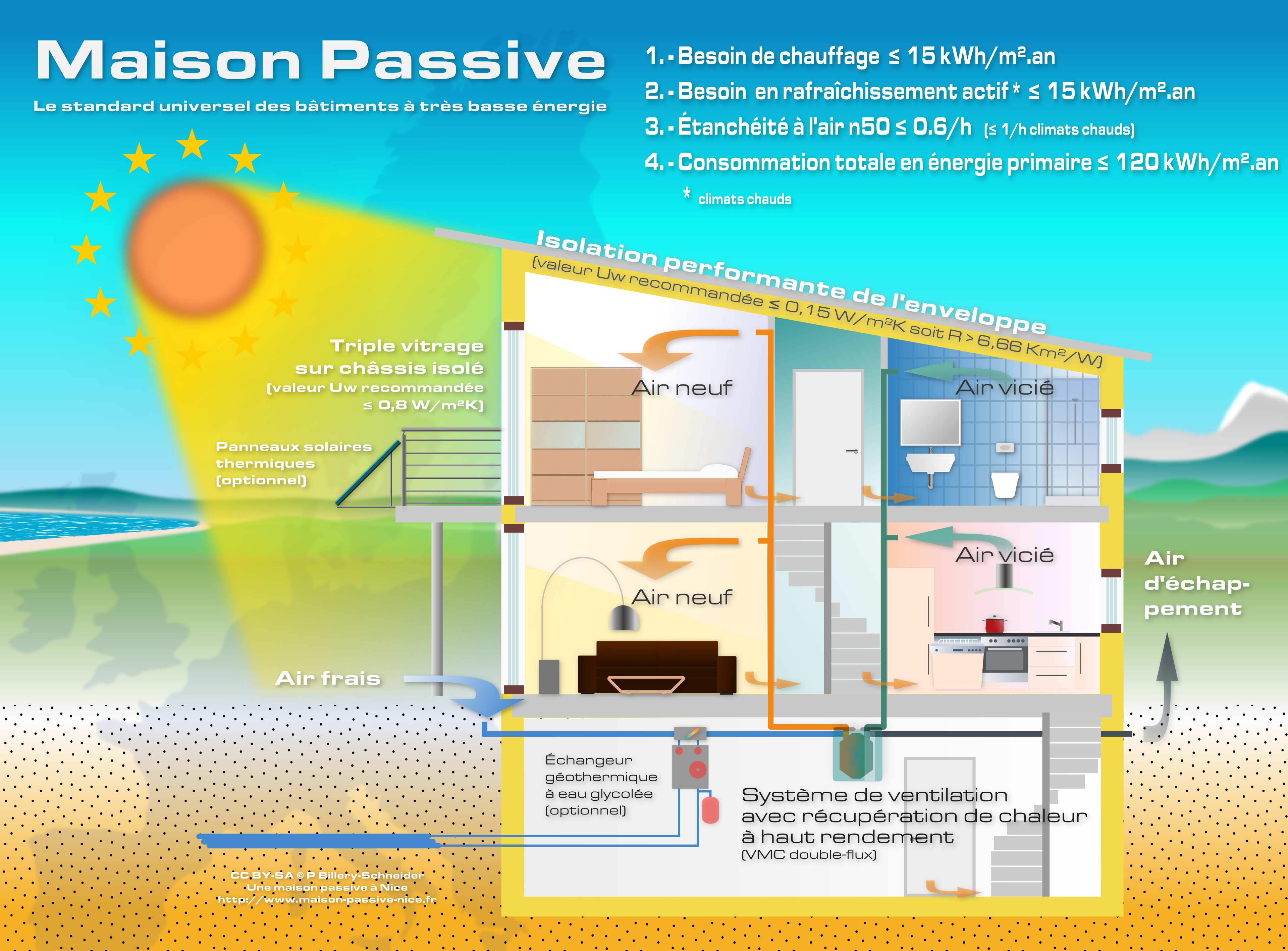
Français : Schéma d'une maison passive, aération centralisée, triple-vitrage. Une maison passive n'a pas, ou presque pas, besoin de sources artificielles de chaleur. Il y est plus facile de produire un surplus d'énergie, qui peut être stocké pour un besoin futur ou exporté vers un usager qui en a besoin à proximité par un réseau de type 'Smart grid', fonctionnant sur le modèle distribué de l'Internet selon les principes de la Troisième Révolution Industrielle.

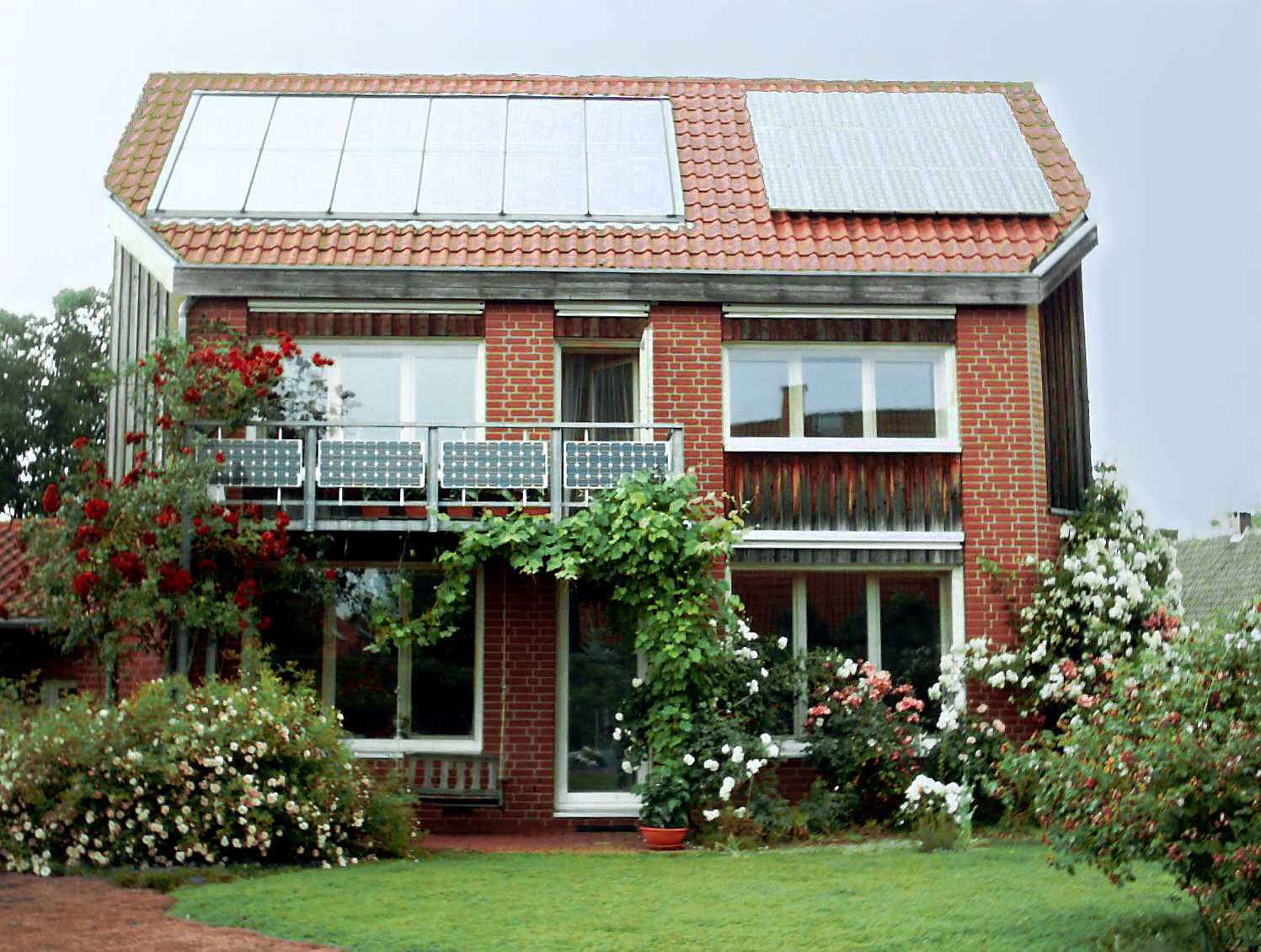
Le second pilier de la Troisième Révolution industrielle consiste à transformer chaque bâtiment en « minicentrale » intelligente qui injecte dans le réseau son excédent de production et y prélève de l'énergie quand elle en manque. Un stockage tampon se fait grâce à des batteries (fixes ou de véhicules en chargement) ou un stockage d'hydrogène.

## Approche de Jeremy Rifkin
Dans son analyse prospective, Rifkin la juge nécessaire et urgente, notamment pour répondre à la diminution de la production de pétrole et pour une transition vers un développement plus soutenable nécessitant une « économie décarbonée » (produisant moins de gaz à effet de serre). En effet, cette révolution serait fondée sur une production d'électricité non plus centralisée, mais distribuée, l'énergie circulant dans un réseau dit « intelligent », comme l'information circule sur Internet.
Depuis 2006, Rifkin propose cette révolution comme vision stratégique aux entreprises, aux États et à l'Union européenne. Elle permettrait de respecter, puis dépasser, les engagements mondiaux en matière de lutte contre le réchauffement climatique (Protocole de Kyoto, etc.). Elle permettrait aussi, selon lui, une gestion plus durable des ressources et une survie de l'économie sous une forme différente, après une phase de transition. Elle éviterait à court terme la prolongation des crises pétrolières et l'aggravation ou le retour de la crise de 2008. À moyen et long terme, cette réorientation serait pour Rifkin l'ultime et seule solution pour éviter un effondrement global et durable de l'économie, mais aussi un collapsus global incluant un collapsus écologique ; c'est une réponse à ce qu'il appelle « la facture entropique de l'âge industriel ».
L'enjeu est aussi la survie des écosystèmes et donc de l'humanité qui en dépend, et Rifkin ne voit pas de « plan B ». Elle a été récemment rendue possible par les progrès des Nouvelles technologies de l'information et de la communication (NTIC) mais reste à mettre en œuvre.
En 2007, le Parlement européen a officiellement adopté cette vision.

## Justifications
Pour Rifkin, le pétrole va manquer de plus en plus du fait de l'épuisement des réserves pétrolières et de la moindre accessibilité du pétrole non conventionnel. Sans alternative au pétrole, toute reprise de l'économie se traduira par une crise mondiale.
De plus, le nucléaire est trop centralisé, inutilement coûteux et dangereux, nécessitant des lignes à haute tension sources d'importantes pertes en ligne, alors que les technologies modernes de stockage d'énergie et de commutation intelligente permettent déjà une production distribuée d'énergies renouvelables, même avec des sources intermittentes telles que le vent, le soleil ou les vagues, qui ne sont pas permanentes, mais souvent complémentaires.

## Histoire

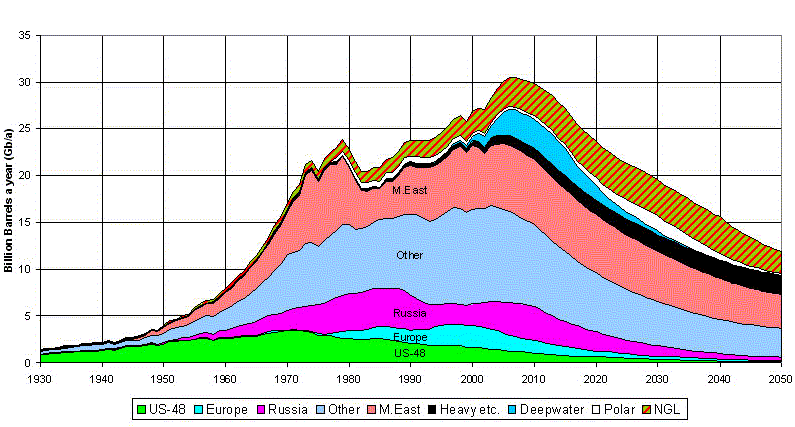
Face au pic pétrolier (Peak Oïl), préparer une économie dépendant moins du pétrole, grâce à des énergies renouvelables, propres et sûres, est l'un des objectifs de la troisième révolution industrielle. Le recul inévitable de la production pétrolière le rendra de plus en plus rare et coûteux, au profit de sources renouvelables et propres (Graphique : Courbes cumulées de production de pétrole ; schéma datant de 2005).

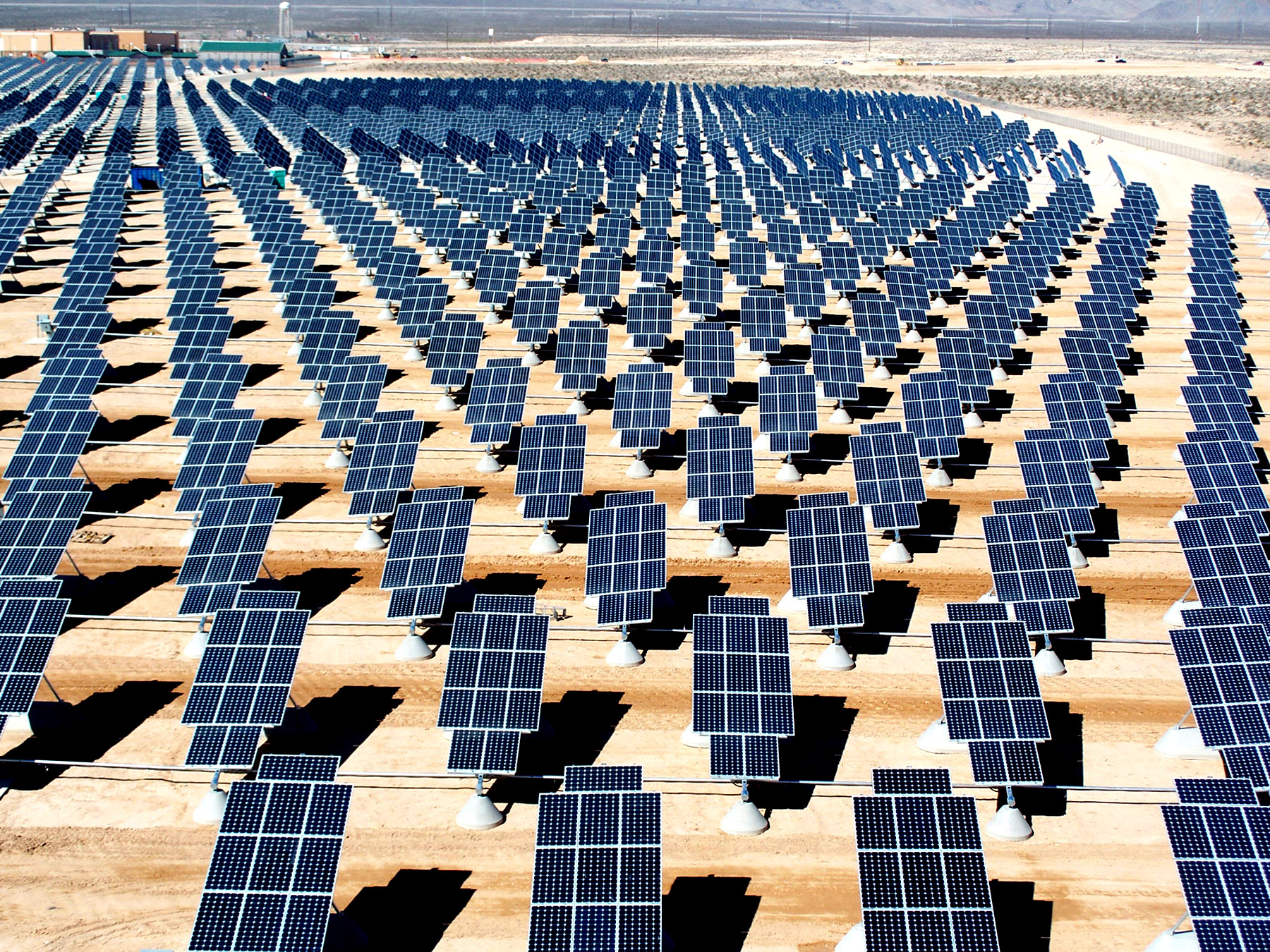
Les centres de production centralisés (y compris éoliens et solaires) sont nécessaires dans la phase de transition, mais pourront, selon Rifkin, être ensuite remplacés par des bâtiments et infrastructures qui produiront l'énergie au plus près de son lieu de consommation.

En tant que modèle industriel global, cette vision ou solution émerge dans la première décennie des années 2000. Elle a cependant des racines plus anciennes, car rendue possible par les innovations qui se sont préparées dans les années 1970 et suivantes, suivies de l'apparition des nouvelles technologies de l’information et de la communication qui ont rapidement gagné une grande partie de l’économie, de la recherche puis des loisirs (ordinateurs personnels). Cette Troisième Révolution ne pourrait exister sans les microprocesseurs qui ont préparé l'avènement des ordinateurs, ni sans leur mise en réseau par l’Internet, la domotique ou, plus récemment, la diffusion de centaines de millions d'objets nomades interconnectés par des technologies sans fil.
Les souvenirs de crises pétrolières ou d'accidents nucléaires graves (Three Mile Island, Tchernobyl, Fukushima) et la perspective du pic pétrolier ont aussi guidé les principes d'indépendance énergétique et ressources « distribuées » plutôt que centralisées.
Le réseau Ville en transition est l'un de ceux qui se montre les plus rapides pour appliquer tout ou partie de cette approche, et l'Europe en a fait une de ses priorités.

### Contexte socioéconomique et culturel
La technologie informatique naît alors que le modèle fordiste de production s’essouffle et après Mai 68 qui marque, en France notamment, le rejet d’une société très hiérarchisée.
Elle produit des changements fondamentaux de paradigmes productif et social : la chaîne de production se désagrège verticalement (délocalisations, sous-traitance, etc.), la mondialisation, avec le retour de la Chine, de l'Inde, de l'ex-URSS et de l'Amérique latine dans le commerce mondial, en accélère les changements. Cette révolution technique pourrait aussi accompagner une relocalisation de certaines activités (énergétique notamment) et permettre une révolution financière en redéployant le pouvoir actionnarial.

### Filiations et différences avec les Première et Seconde Révolutions industrielles
C’est l'introduction des technologies mécaniques utilisant la vapeur d’eau qui permet, via l'imprimerie et les transports (train, courrier), un bond de l’information et de la communication ainsi que l’émergence d’outils et de principes qui permettent la Première Révolution industrielle. La machine d'impression à rouleaux animés par la vapeur, puis la presse rotative et linotype augmentent considérablement la vitesse d'impression et réduit les coûts alors que le prix du papier diminue également pour une production fortement accrue. Les journaux, magazines et livres facilitent l'alphabétisation de masse pour la première fois dans l'histoire. L'avènement de l'enseignement public en Europe et Amérique du Nord de 1830 à 1890 fait émerger une main-d'œuvre plus qualifiée, capable de mettre en œuvre les opérations complexes nécessaires au développement des industries et réseaux ferroviaires fonctionnant grâce aux machines à vapeur.
Dans la première décennie du XXe siècle, se dessine une convergence entre moteur à combustion interne et réseaux électrique permettant la commutation et la communication électriques, dont la téléphonie. Cette convergence de deux innovations techniques donne lieu à la Seconde Révolution industrielle.
L'électrification des usines et des foyers ouvre une ère de production de masse. L’automobile prolifère grâce à des prix accessibles des véhicules et des carburants et grâce au développement du réseau routier. Les dynamiques spatiotemporelles et sociétales en sont bouleversées ; en quelques décennies, l’auto remplace les chevaux, fiacres et diligences, alors que les tracteurs remplacent les bœufs et les chevaux dans les champs. Les matières synthétiques s'imposent, de même que les engrais et pesticides, en grande partie fabriqués avec du pétrole. Pour répondre à une demande toujours croissante de carburant et de pétrole pour la carbochimie, l'industrie pétrolière s'emballe et explore toujours plus loin et plus profondément. Les États-Unis deviennent alors le premier producteur de pétrole. Dans les pays riches, en vingt ans, des routes nouvelles (béton, asphalte) sillonnent le paysage américain et européen et les familles déménagent vers de nouvelles banlieues et lotissements construits sur des champs ou milieux naturels, alors que les lignes téléphoniques s’étendent, puis la radio et la télévision refondent la vie sociale sur d’autres modèles de communication et d’échanges.
Ces changements permettent à leur tour une nouvelle évolution industrielle et la création d'une grille de communication apte à gérer et commercialiser des activités éloignées de l'économie pétrolière, nucléaire et de l'âge de l'automobile.

### Émergence d'une Troisième Révolution industrielle
La Troisième Révolution industrielle naît d’une convergence des technologies de la communication (internet/satellitales notamment) et des énergies renouvelables, propres et sûres. Cette convergence en permet une autre entre la communication distribuée, dont celle sans-fil, et des formes d’énergies distribuées. Cela peut ouvrir la porte à une ère nouvelle, post-énergies fossiles, où le nucléaire sera inutile et trop coûteux, remplacé par une constellation de microcentrales mises en réseau fonctionnant — un peu sur le modèle de l’internet décentralisé — grâce aux Smart grid et à de nouveaux protocoles de communication permettant d'utiliser le réseau électrique lui-même (via un courant porteur en ligne) pour faire circuler l'information en haut débit et de manière bidirectionnelle, en basse et moyenne tension, tout en s'affranchissant des obstacles qu'étaient les transformateurs électriques,,.
La Troisième révolution industrielle repose pour Rifkin sur la création conjointe :
- d'un système distribué de production et distribution d’énergies renouvelables. Cette énergie (petit éolien, photovoltaïque, géothermie…) serait produite non plus dans de grandes centrales toujours source de dépendance, de risque et associées à d’importantes pertes en ligne, mais un peu partout et de manière décentralisée, directement sur les constructions (toitures, terrasses, murs, vitrages photovoltaïques, murs anti-bruit…) ou grâce aux fondations (géothermie, puits canadien) ;
- d’une capacité à stocker une partie de cette énergie sous la forme d’hydrogène notamment, et à redistribuer une partie de l'énergie ainsi produite de manière « décentralisée », par l'intermédiaire d’un réseau intelligent de type Smart grid, sans émissions de gaz à effet de serre.

Le système sera de plus en plus interactif, intégré et homogène. Le partage et l’interdépendance seront sources de nouvelles opportunités de développement économique, moins basées sur la concurrence que sur la coopération.
La Troisième révolution industrielle devrait aussi créer, selon Rifkin, une ère économique nouvelle qu'il qualifie d'ère du « capitalisme distribué » où des millions d'entreprises existantes et nouvelles ainsi que des propriétaires de logements et véhicules deviendront collaborativement des acteurs de l'énergie. Cette transition énergétique devrait être source de millions d’emplois dits « emplois verts », accompagnant une nouvelle révolution technologique. Cela augmenterait considérablement la productivité, sans les inconvénients que cela a généré au XXe siècle, tout en atténuant le dérèglement climatique.

## Les cinq piliers de la Troisième Révolution industrielle

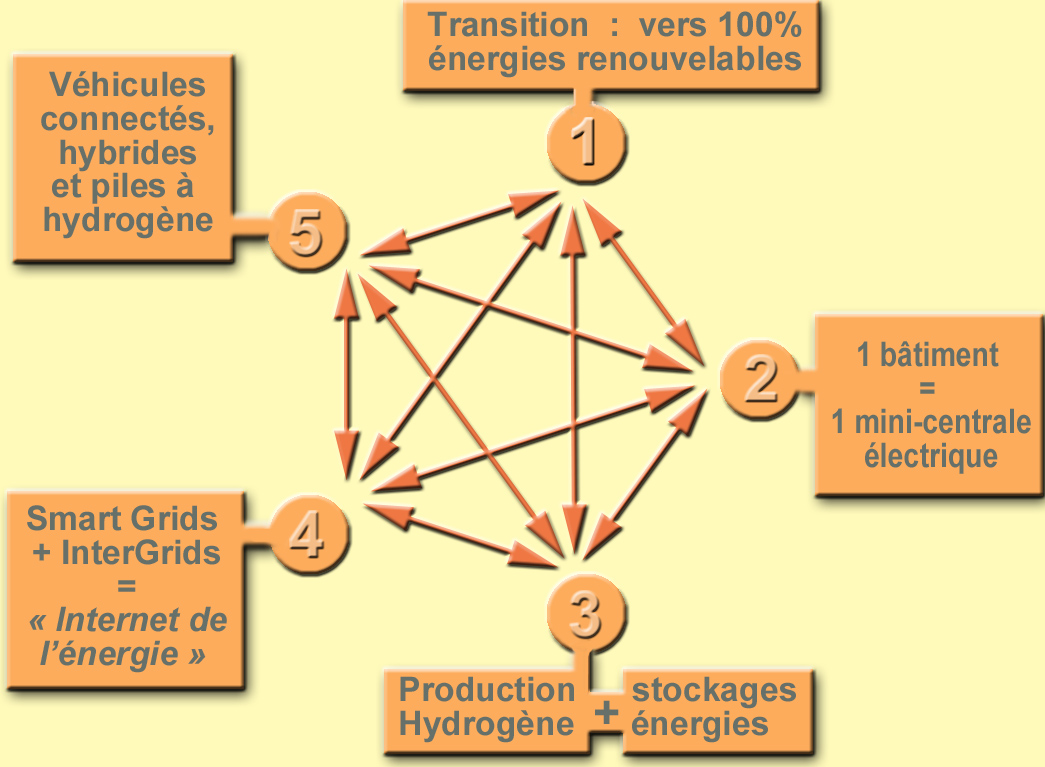
Les 5 piliers de la troisième révolution. Le scénario Négawatt utilise un stockage-tampon d'énergie via du méthane injecté dans les réservoirs souterrains et dans le réseau. Il est aussi possible d'enrichir le gaz d'un peu d'hydrogène pur.

Pour Rifkin, ces piliers sont complémentaires et tous également nécessaires. Réunis, ils constituent un tout indivisible, à la fois « une plate-forme technologique indivisible et un système émergent dont les propriétés et fonctions diffèrent qualitativement de la somme de ses parties », ainsi qu'un « nouveau paradigme économique capable de transformer le monde ». Rifkin insiste sur le caractère impératif des synergies entre les cinq piliers, et sur le fait qu'ils doivent absolument être développés à la même vitesse et ampleur, car le retard d'un seul d'entre eux empêcherait le développement des quatre autres.
Ces cinq piliers sont :
1. La transition d'un régime d'énergies carbonées ou utilisant la fission nucléaire vers les énergies renouvelables[12]. Ces énergies ne sont encore qu'une faible part du bouquet énergétique mais elles se développent vite, leurs coûts diminuent, les rendant plus concurrentielles, surtout si on internalise les coûts environnementaux et de sécurité dans les sources dites « classiques » (pétrole, gaz, charbon et la fission nucléaire). Il ne mentionne cependant pas le rôle de la future fusion nucléaire (ITER).
2. La reconfiguration des infrastructures et bâtiments (180 millions de bâtiments rien qu'en Europe) en minicentrales électriques collectant in situ des énergies renouvelables au profit d’une production décentralisée d’énergies, proche des endroits où l'on en a besoin. Des percées technologiques permettent déjà de multiplier des bâtiments à énergie positive. Des implications commerciales et économiques énormes concernent les secteurs de l'immobilier, des bâtiments et travaux publics et des autres industries. De 2010 à 2035, des millions de bâtiments, maisons, bureaux, bâtiments publics, zones d'activité, pourront à la fois accueillir des gens et des activités, et produire de l’énergie à partir du soleil, du vent, de l'eau (énergie des vagues et des marées, hydroélectricité), des déchets organiques ou de la chaleur de la Terre (géothermie) pour eux-mêmes, en partageant le surplus là où il peut être utile.
3. « Installer dans chaque bâtiment et dans toute infrastructure de la société des technologies de l'hydrogène et d'autres moyens de stockage pour conserver l'énergie renouvelable intermittente, d'origine photovoltaïque notamment[13],[14],[15],[16] et garantir la satisfaction de la demande par une offre fiable et continue d'électricité verte. » Pour maximiser les énergies renouvelables et en minimiser les coûts, il faut en effet rapidement développer des méthodes de stockage facilitant la conversion de source d'énergie intermittente grâce à des matériels fiables et partagés ; ainsi des batteries de véhicules peuvent servir de stock itinérant d'électricité[17],[18], remontée d'eau par pompage-turbinage, stockage d'hydrogène qui semble être une solution d’avenir pour le stockage ou transport, etc. Ce sont des idées portées par J. Rifkin depuis 2002 au moins. En particulier, l'approche dite « V2H » fait des véhicules électriques personnels « une source accessoire d'énergie pour maintenir une alimentation électrique stable dans les habitations », sur la base du constat que ces véhicules ne sont utilisés en moyenne que 4 % du temps en 24 h. Les batteries d'un véhicule en stationnement pourraient être utilisées comme unités de stockage immobiles (puis mobiles au moment de l'utilisation) et être exploitées selon les besoins de l'habitat, du bureau, du réseau local, etc. Cependant, le système énergétique « bâtiment, véhicule électrique » est compliqué et sa « fiabilité et [sa] performance économique sont conditionnées par un pilotage correct et intelligent des ressources qu’ils intègrent »[18],[19],[20]. Ceci ne vaut pas pour un véhicule d'administration ou d'entreprise (poste par exemple) utilisé à pleine capacité, mais pourrait être facilité par de nouveaux types de batteries[21].
4. Le développement de Smart grid grâce à une technologie inspirée d’Internet connectant les réseaux énergétiques et électriques devenus bidirectionnels[22], dans le cadre d'un réseau unique et intelligent. Le réseau électrique sera son propre réseau informationnel. Ceci implique que toutes les minicentrales de productions d'énergie soient équipées d'un module électronique, pour assurer l'interopérabilité.
5. La transition des flottes de transport vers des véhicules hybrides ou à pile à combustible, pour tous les véhicules motorisés. Chaque véhicule peut ainsi acheter et vendre de l'électricité en se connectant au réseau Smart grid[23]. Ce réseau est continental, marin (hydrogène ou électricité produits par les éoliennes en mer et l'énergie marine), ouvert et interactif. Chaque batterie ou réservoir d’hydrogène de véhicule ou de navire y joue aussi potentiellement un rôle de réservoir « tampon » du réseau et un rôle de transporteur d'énergie. Tout véhicule connectable peut — selon les moments — prélever de l'énergie dans le réseau, ou lui en fournir à partir de ses réserves inutilisées ou à partir de modules photovoltaïques.

Le scénario Négawatt propose aussi d'utiliser un stockage-tampon souterrain de gaz, sachant qu'en France 30 % du gaz, après avoir été acheté et importé via des méthaniers ou gazoducs, est déjà stocké sous pression dans des champs de gaz épuisés, exploités puis utilisés comme réservoirs souterrains, pour l'équivalent de 168 TWh (Storengy + TIGF).
La méthanation permet de produire du méthane en combinant du CO2 et de l'hydrogène, y compris ceux provenant de sources intermittentes, éoliennes ou solaires, en présence d'un catalyseur. Le réseau et les réservoirs souterrains sont alors des lieux de stockage provisoires du gaz produit. Le réseau permet une intégration décentralisée et distribuée à partir de nombreuses petites unités de production. De plus, il a lui-même un léger pouvoir « tampon », équivalent à quelques heures de consommation de gaz en France, vers 2010, soit une modulation infrajournalière possible de 5,1 GWh/jour à 5,5 GWh/jour au maximum pour la France entière vers 2010. C'est GRTgaz qui est le régulateur. Une autre solution, testée en Allemagne, est d'enrichir le gaz de ville en hydrogène.

## Ce qui permet une Troisième Révolution industrielle

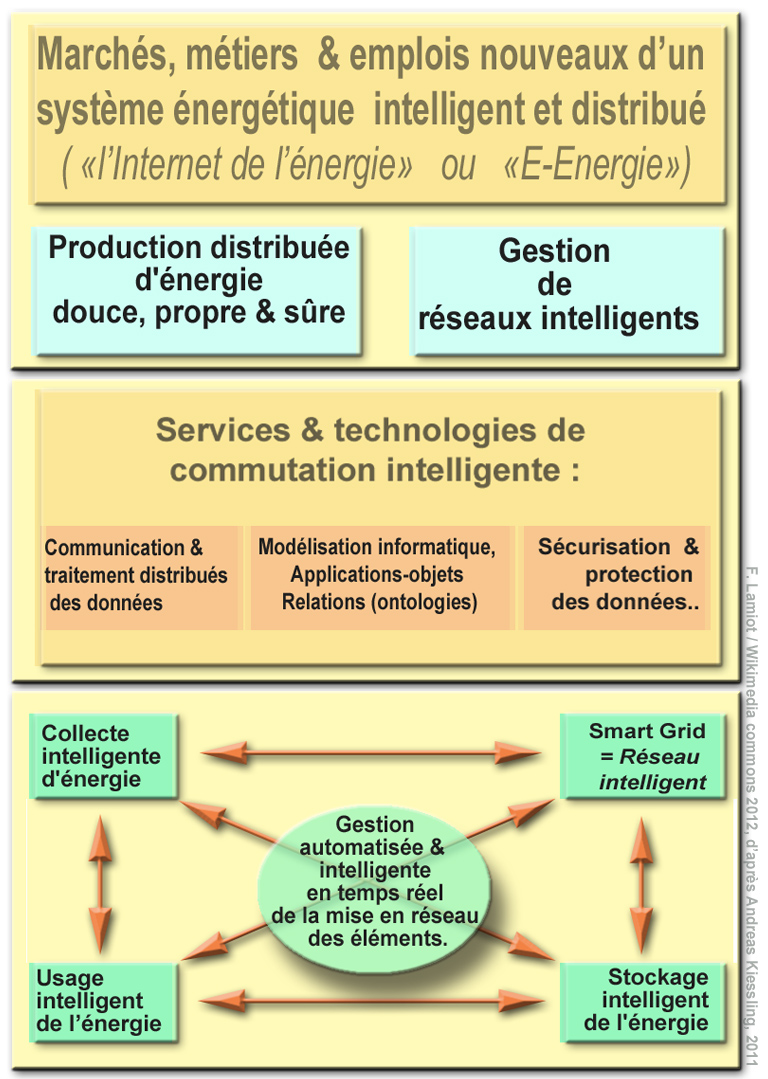
Description simplifiée des secteurs, activités et emplois nouveaux associés à la troisième révolution industrielle. Ils résultent de la convergence entre le secteur de l'énergie et celui de l'informatique.

Pour Rifkin, les grands bonds industriels et les transformations économiques sont historiquement tous associés à l’apparition combinée ou à la « convergence » d’une nouvelle technologie de la communication et de nouveaux systèmes énergétiques.
En l'occurrence, ce sont les NTIC, nouvelles formes de communication, qui sont un support possible pour de nouvelles formes d’organisation et de gouvernance de civilisations complexes, rendues possibles par de nouvelles sources d'énergie, décentralisées, propres, plus sûres et renouvelables. La conjonction de l’Internet et des énergies renouvelables au XXIe siècle donne lieu, selon Rifkin, à une Troisième Révolution Industrielle.

## Conditions de réalisation
Pour qu'une telle révolution puisse se produire, des auteurs tels que Rifkin insistent sur le développement nécessairement conjoint d'innovations (électroniques et informatiques) et d’un nouveau système énergétique de production. Ce dernier doit permettre de clore l'ère du pétrole peu cher et gaspillé, qui a suivi celle du charbon et de la machine à vapeur. Il doit aussi permettre de sortir des systèmes nucléaires trop coûteux, dangereux et producteurs de déchets dont on ne sait toujours pas quoi faire.
L'objectif est une énergie distribuée collectée partout où un besoin d'usage est géographiquement proche (par exemple sur les 190 millions d'immeubles existants en Europe), mais Rifkin estime que durant le temps de la transition les grandes fermes éoliennes et solaires sont nécessaires.

## Mise en œuvre de la Troisième Révolution industrielle
Le contexte législatif — par exemple l'interdiction de production communautaire ou de compteurs partagés d’électricité dans certains pays — et technique freinait cette révolution, que les collectivités peuvent accompagner.

### Union européenne
En 2007, le Parlement européen a officiellement adopté cette vision. Il a invité la Commission à faire de même, avec la volonté d’entrer dans une nouvelle économie, non pas strictement post-industrielle, mais « post-carbone fossile » et « postnucléaire » comme « prochain grand projet de l’Union Européenne » tel qu'approuvée dans une déclaration formelle de juin 2007, sur la base de cinq grands facteurs-clés pour l'indépendance énergétique, qui sont : maximiser l'efficacité énergétique, réduire les émissions de gaz à effet de serre, optimiser l’introduction commerciale des énergies renouvelables, développer l’hydrogène comme moyen de stockage des énergies renouvelables avec les piles à hydrogène et enfin créer des réseaux électriques intelligents pour la distribution de l'énergie.
En janvier 2008, la Commission européenne a proposé une législation visant à mettre en œuvre l'objectif « 3 fois 20 » (améliorer l'efficacité énergétique de 20 %, augmenter le recours aux énergies renouvelables de 20 % et réduire les émissions de gaz à effet de serre de 20 % avant 2020). Ce « paquet énergie-climat a été validé par le Parlement européen et le Conseil en décembre 2008, pour entrer en vigueur en juin 2009, ouvrant la voie à la Troisième Révolution Industrielle. L'Europe, par ses cofinancements, aide les États-membres à expérimenter les énergies propre et sûres et les technologies limitant les émissions de CO2.
Préalablement à un sommet du Conseil européen consacrée à l'énergie à Bruxelles, le 1er février 2010, le Comité Environnement du Parlement européen, présidé par Jo Leinen (député européen), et les représentants des cinq principaux groupes politiques du parlement européen, se sont joints à de grandes associations européennes représentant les petites et moyennes entreprises (UEAPME), les associations de défense des consommateurs (BEUC), les coopératives européennes (Coopératives Europe) et la Fondation pour les tendances économiques (the Fondation on Economic Trends) pour lancer un appel pour une « Troisième Révolution industrielle ». Le Parlement européen a envoyé une déclaration au président du Conseil européen, Herman Van Rompuy, et au président de la Commission européenne, José Manuel Barroso, en leur demandant de produire un plan législatif complet, accompagné des moyens adéquats à mettre en œuvre pour permettre cette Troisième « Révolution industrielle de la stratégie énergétique » via les États-membres,,. Le plan met également l'accent sur le passage à un nouveau paradigme économique pour la prochaine étape de l'intégration européenne.
Il existe en Europe le groupe[Quoi ?] « Tires » (de l'anglais Third Industrial Revolution European Society, signifiant « Cercle européen pour la troisième révolution industrielle »), créé pour mettre en œuvre cette « révolution ».

#### Royaume-Uni
Le secrétaire d’État à l’Énergie et à la lutte contre le changement climatique, Chris Huhne, a publiquement approuvé la nécessité d'une Troisième Révolution industrielle. Il a construit un Plan-cadre pour le Royaume-Uni, décrit dans le « Livre blanc pour la réforme du marché de l'énergie », dans lequel il estime nécessaire de fixer un prix plancher pour le carbone sur le marché, annoncé dans le budget 2011, afin de réduire l'incertitude des investisseurs en mettant un prix équitable pour le carbone et en fournissant une plus forte incitation à investir dans une production décarbonée dès maintenant. Il introduit aussi de nouveaux contrats à long terme, incitant la production d'électricité décarbonée ou à faible bilan carbone. Une « norme de performance d'émission » (EPS) a été fixée à 450 g de CO2/kWh pour ne plus permettre de construire des centrales au charbon sans système de capture de CO2.

#### Pays-Bas
Le 6 juin 2010, une conférence sur l'entrepreneuriat et les énergies nouvelles a réuni à Utrecht des décideurs du monde des affaires, dont des sociétés nationales de l'énergie, des entreprises de construction, des firmes d'ingénierie, des institutions publiques, etc. Un plan d'action pour l'énergie a été proposé, pour mettre en œuvre les cinq piliers de la Troisième Révolution industrielle et les transformer en principes d'action,.

#### Italie
Le 24 janvier 2011, à Rome, le CGIL a accueilli une conférence organisée par la TIRES (Third Industrial Revolution European Society). Pour la première fois, les forces entrepreneuriales, représentant à la fois le monde du capital et celui des syndicats se sont unies dans un même projet de promotion d’un nouveau modèle énergétique qui créera des emplois et de nouvelles opportunités dans une société post-carbone.

#### France
(octobre 2013).
Le 2 février 2000, à Paris, la première projection publique de cinéma numérique d'Europe, par Philippe Binant, révolutionne en profondeur tous les secteurs de l'industrie du cinéma. En 2012, la France fait partie des pays qui testent des compteurs communicants, mais avec une vision de réseau encore centralisée et centralisatrice, dont Rifkin craint qu'elle soit un frein pour l'avenir dans un pays où la centralisation est une tradition ancrée.
Le potentiel éolien en mer et sur le littoral de la France est élevé, le second d'Europe, avec 20 GW terrestres pour une production de 50 TWh par an, et 40 GW offshore pour une production de 150 TWh par an, soit 200 TWh par an. Mais il est encore peu valorisé ; après l'abandon de projets situés face à Dunkerque dans les années 1990, puis en Bretagne-sud, ou en Manche avec le Parc éolien en mer des Deux-Côtes freiné notamment en raison de la présence d'un dépôt de munitions immergées, ce pays n'avait en 2010 aucun projet offshore mis en œuvre ou en construction. Cependant l'État français doit choisir les lauréats d'un « appel d’offres éolien en mer » en avril 2012, avec cette fois d'importants enjeux financiers et énergétiques. Si ce potentiel est effectivement utilisé, en 2040, il pourrait fournir 31 % de la consommation française prévisible d’électricité (200 TWh/an). La filière hydrogène est soutenue par l'État et certaines collectivités, mais le Smart grid n'est pas un projet clairement affiché par EDF ou le gouvernement.
Fin 2012, la région Nord-Pas-de-Calais et la Chambre de commerce et d'industrie région Nord de France ont demandé à Rifkin d'écrire un Master plan régional basé sur cinq thèmes prioritaires, les cinq piliers de Rifkin et trois thèmes généraux qui viennent alimenter les cinq piliers. Ces thèmes ont été explorés par six groupes de travail : « efficacité énergétique, énergies renouvelables, bâtiments producteurs d'énergie, hydrogène et stockage de l'énergie, réseaux pilotés ou intelligents (smartgrids), innovations dans la mobilité douce ». Deux autres réflexions sur l'économie circulaire et l'économie de la fonctionnalité menées par deux groupes distincts viennent appuyer les réflexions des six groupes. Une première rencontre a eu lieu avec les acteurs régionaux lors du forum mondial de l'économie responsable,. Les groupes de travail ont ensuite synthétisé un état des lieux et coproduit les premières propositions pour la réalisation d'une « feuille de route » engageant la région vers une transition énergétique, avec un séminaire de trois jours mi-mai 2013 au siège du Conseil régional. Le Master Plan définitif de 324 pages, co-produit par l'équipe de Jeremy Rifkin et les acteurs régionaux, a été présenté lors du « forum mondial de l'économie responsable » le 25 octobre 2013.

### États-Unis
En mars 2003, pour la première fois aux États-Unis, une ville décidait d'entrer dans la Troisième Révolution Industrielle. San Antonio, huitième ville du pays, dans le sud du Texas, avec 1 256 509 habitants et son fournisseur d'énergie CPS Energy, se sont donné comme priorité d'accroître l'efficacité énergétique et les économies d'énergie, d'augmenter l'offre en énergies renouvelables, à des prix compétitifs, tout en embrassant les « énergies émergentes » grâce à une infrastructure énergétique plus dynamique et interactive incluant des bâtiments positifs en énergie, une production et un stockage d'hydrogène et des véhicules électriques utilisables comme réservoir connectables d'énergie (Smart grid/plug-in vehicles). Un des objectifs était de réduire les besoins de l'agglomération de 771 mégawatts, par efficience énergétique, avant 2020. CPS s'engage à examiner attentivement la possibilité de passer d'une approche centralisée de l'énergie à un système de sources distribuées et renouvelables utilisant des technologies modernes et intelligentes, fiables et économes pour relever les défis économiques et environnementaux auxquels CPS Energy et l'agglomération devront faire face. CPS Energy envisage même une autarcie énergétique pour la ville.
Six ans plus tard (2009), accompagnée par l'équipe de Rifkin (The Third Industrial Revolution Global CEO Business Rountable) et par l'American Council for an Energy-Efficient Economy, ainsi que de nombreux experts en matière d'électricité et d'hydrogène, la ville de San Antonio a franchi les premières étapes avec une « Vision 2020 » pour San Antonio et CPS, et une « Mission-Verte » qui doit relever le défi de la formation et de la création des emplois verts et de mécanismes de financement innovants et adéquats. En avril 2009 la ville et CPS, dans un atelier de développement durable, ont établi les bases d'une troisième révolution industrielle dans les conditions et contraintes spécifiques à la ville de San Antonio.

## Freins, difficultés
Les freins et difficultés sont nombreux et de natures très diverses.
Le court-termisme politique : Jared Diamond,, considère que les systèmes économiques et de gouvernance tendent le plus souvent à l'inertie, voire au refus du changement vers une économie décarbonée et distribuée, car ils privilégient les intérêts des grandes entreprises dans la mesure où celles-ci sont génératrices d'emploi.
Le manque de responsabilité chez les industriels : Rifkin note que si certains industriels perçoivent de nouveaux marchés dans cette révolution, d'autres la freinent car ils ne perçoivent pas les vrais coûts du nucléaire et du pétrole,,,,, et ne sont pas nécessairement prêts à basculer dans la « transition énergétique ». Rifkin lui-même fustige l’incapacité des États à réduire suffisamment leurs émissions de carbone, et la fuite en avant que constituent les forages profonds dangereux et très coûteux, l'appel à des sources polluantes de gaz, huiles ou bitumes de sables ou schistes profonds. Ces solutions ne peuvent, selon lui, qu'à peine freiner la crise énergétique mondiale. En outre, elles accélèrent et aggravent les crises climatique et écologique.
La soif de profit fait que certaines multinationales pétrolières (parmi les « Super major ») investissent dans les énergies renouvelables, non par préoccupation éthique mais par opportunisme, raison pour laquelle elles ne se privent pas de rechercher de nouveaux gisements gaziers et pétrolifères. De même, une partie des partisans du nucléaire s'ouvre aux renouvelables. Dans les deux cas, cela se fait sans envisager de transition aussi rapide que ce que Rifkin, Lester Brown et d'autres jugent nécessaire.
Le manque d'efficacité du stockage grâce à l'hydrogène est mis en cause ; il est certes respectueux de l'environnement mais n'est pas encore assez efficace en termes d'énergie (une unité de volume d’hydrogène transporte trois fois moins d’énergie qu’une unité de volume de gaz naturel) et de coûts, aussi bien à l'état gazeux que liquide.
Le manque d'esprit écologiste est relevé par Lester Brown, qui plaide pour un « Plan B 3.0 », puis pour un « Plan B 4.0 de mobilisation générale pour sauver la civilisation ». Il reconnaît de rapides progrès : il cite en exemple le Texas, qui était le premier état pétrolier et qui est devenu le premier état « éolien » ayant dépassé la Californie en 2006 et étant en train[Quand ?] de se doter d’une capacité éolienne de 53 000 mégawatts, soit l'équivalent de 53 centrales thermiques au charbon et plus que les besoins des 25 millions de personnes de l'État, permettant au Texas de devenir exportateur d’électricité. Il cite aussi l’Écosse qui se dote de 60 000 MW éolien, et la Turquie qui en prévoit 78 000. Mais comme Rifkin, il craint que la transition soit trop lente par rapport aux risques de crise pétrolière, écologique, sociale et climatique. Rifkin fait remarquer que le passage du bois au charbon, le développement du rail, ou celui de l'automobile se sont produits - à échelle planétaire - en quelques décennies seulement.
Les mouvements libertariens s'immiscent aussi dans le débat. Rifkin s'inquiète de l'apparition des Tea Parties qui refusent d'admettre la réalité du changement climatique et ses causes, et qui encouragent à forer toujours plus pour trouver de nouvelles sources de pétrole, selon le slogan « Drill, baby, drill » (en français : « Fore, chéri, fore ! »).
Le risque possible d'effet rebond concerne les économies d’énergie ou de ressources initialement prévues qui sont partiellement ou complètement compensées à la suite d'une adaptation du comportement de la société si l'approche n'est pas assez partagée.
Les réserves en métaux et terres rares, nécessaires aux catalyseurs de la filière hydrogène ou aux composants électroniques, ne sont pas inépuisables.
Le syndrome du « projet-pilote perpétuel » expose la difficulté à généraliser après le stade du projet-pilote, faute notamment d'investissement monétaire ou réglementaire suffisant. Ainsi de nombreux véhicules à hydrogène ou à pile à hydrogène fonctionnent en faible nombre d'exemplaires, mais seules des commandes (publiques et/ou privées) en grand nombre leur donnerait un prix concurrentiel face aux véhicules classiques plus polluants et bénéficiant de matériels et chaines de fabrication depuis longtemps financièrement amorties. De plus, il faut que, dans le même temps, les distributeurs de carburants ou les États se mettent en situation de pouvoir délivrer de l'hydrogène ou fournir des prises électriques intelligentes, aptes au chargement et au déchargement selon les besoins, dans le cadre du 5e pilier que propose Rifkin pour cette Troisième Révolution industrielle.
Le syndrome de « l'effet Silo » est une formule utilisée par Rifkin. Il entend ainsi évoquer la difficulté à faire mettre en œuvre une vision ou un projet systémiques et global par des services de pays et collectivités ou d'entreprises administrativement et très hiérarchiquement structurés en arborescence descendante, avec peu de liens transversaux entre les branches, alors que l'Internet et les nouveaux outils de travail collaboratif permettent déjà une meilleure transversalité et un travail mieux distribué. Cette transversalité est également freinée par des approches concurrentielles plus que collaboratives et « latérales », liée notamment aux capacités nouvelles des objets communicants et de l'informatique distribuée, encouragées par le marché et le brevetage qui incitent à garder le secret le plus longtemps possible sur une invention, avant sa mise sur le marché. Rifkin fait régulièrement se rencontrer des pays ou des entreprises qui sont en concurrence, afin qu'elles puissent néanmoins se fixer des objectifs communs. En 2007, avec le président Barroso, Rifkin et ses services ont aussi fait se rencontrer treize des trente-huit plates-formes technologiques européennes les plus concernées par les cinq piliers afin qu'elles échangent mieux entre elles. Il s'agissait notamment des plates-formes travaillant sur le bâtiment, les Smart Grid, les énergies renouvelables, les piles à combustible, les technologies de l'hydrogène, les transports ferroviaires et routiers, la chimie verte.
Le manque de vision stratégique partagée fait l'objet d'un exemple relaté par Rifkin : « si [en 2006] l'Union européenne et les États du monde entier jouaient avec des projets pilotes verts et se laissaient engluer dans des programmes en silo, apparemment incapables d'aller plus loin, c'était aussi pour une raison plus sérieuse : ils ne savaient pas ce que ça voulait dire, « plus loin ». Ce qui manquait, c'était un récit puissant, capable de raconter l'histoire d'une nouvelle révolution économique et d'expliquer comment toutes ces initiatives technologiques et commerciales apparemment aléatoires s'inscrivaient dans un vaste plan stratégique ». Rifkin a rencontré Angela Merkel à ce sujet en 2006 et avec le « 20-20-20 » en 2020 l'Europe a adopté le projet de Troisième Révolution industrielle, qui se diffuse peu à peu chez les décideurs et dans le public.
La confidentialité et la sécurité, à l'instar de l'Internet, sont potentiellement des freins. Des questions d'identité numérique et de sécurisation et protection de données personnelles se posent. Cela concerne, par exemple, les données géoréférencées de mobilité connectée, les données de consommation/production ou « télérelèves » utilisées pour le calcul des factures ou versement (dans le cas des bâtiments positifs en énergie). Les smart grid et compteurs intelligents feront circuler de telles données, par milliards. Des tentatives de fraudes ou d'usage malhonnête de données sont possibles. Des moyens adaptés de protection sont à perfectionner ou inventer, de même que la réglementation associée.
Certains principes de la Troisième Révolution industrielle, s'ils étaient poussés à l'extrême, paraissent pouvoir contredire d'autres nécessités environnementales. Ainsi, un bâtiment couvert de capteurs solaires ne peut pas être très végétalisé. Et il ne doit pas être à l'ombre de grands arbres. Végétaliser les villes est cependant nécessaire, notamment pour la qualité de l'air et contre les bulles de chaleur urbaines ; en fait, un panneau photovoltaïque fonctionne mieux quand il est frais, ce qui devrait inciter à les combiner à des terrasses vertes ou toitures végétalisées. Utiliser les batteries ou des réservoirs d'hydrogène de véhicules à l'arrêt comme « stockage-tampon » du réseau est une solution optimale dans un modèle américain qui valorise la voiture individuelle et qui implique de disposer d'un grand nombre de batteries à hautes performances. Cette solution est moins compatible avec les projets de villes ou d'écoquartiers sans voitures, ou avec des modèles basés sur le véhicule partagé et les transports en commun, où l'on cherche à ce que les véhicules soient moins nombreux et utilisés plus souvent. Donner à l'automobile un rôle de réservoir la rend encore plus nécessaire et risque de freiner les actions de compensation et réparation d'impacts tels que l'imperméabilisation et la fragmentation éco paysagère par les routes. Les sociétés productrices d'énergie et certaines collectivités pourraient être tentées d'encore favoriser l'automobile au détriment de ces alternatives. Des équilibres seront donc à trouver.

## Controverses
Plusieurs experts et intellectuels contestent la thèse de Rifkin, notamment en France. Parmi les critiques du concept de croissance et des thèses de Rifkin, on compte notamment Noël Mamère, Hervé Kempf, Jean Gadrey et Dominique Bourg : 

« La « révolution industrielle » fonctionne comme un mythe, elle est un élément de la propagande ordinaire qui cherche à adapter les vieilles lunes industrialistes à l’heure de l’écologie. […] La thèse de la Troisième Révolution industrielle et tous ceux qui vantent le capitalisme numérique restent enfermés dans une vision simpliste des technologies et de leurs effets. Ils oublient de penser les rapports de pouvoir, les inégalités sociales, les modes de fonctionnement de ces « macrosystèmes » comme les enjeux de l’autonomie des techniques et des techno-sciences, sans parler de la finitude des ressources et de l’ampleur des ravages écologiques réels de ce capitalisme soi-disant immatériel. Malgré la fausseté et le simplisme de son analyse, il n’est pas surprenant que tout le monde célèbre Rifkin et ses prophéties. Grâce à son rêve technologique, il n’est plus nécessaire de penser aux impasses de notre trajectoire, à nos vrais besoins, il suffit de s’en remettre aux grandes entreprises, aux experts et aux entrepreneurs high-tech de toutes sortes qui vont nous offrir les solutions techniques pour sortir de l’impasse. »